# پودگورنایا
پودگورنایا (به لاتین: Podgornaya) یک منطقهٔ مسکونی در روسیه است که در استان آرخانگلسک واقع شده‌است.